# Abri Smithsonian Institution
L'abri Smithsonian Institution, en anglais Smithsonian Institution Shelter – ou refuge du Mont-Whitney, en anglais Mount Whitney Hut –, est un refuge de montagne américain dans le comté de Tulare, en Californie. Situé au sommet du mont Whitney, point culminant de la sierra Nevada, il est protégé au sein du parc national de Sequoia. Construit en  1909 avec des fonds de la Smithsonian Institution, il est inscrit au Registre national des lieux historiques depuis le 8 mars 1977.